# Stiropius eburis
Stiropius eburis är en stekelart som beskrevs av Van Achterberg 1995. Stiropius eburis ingår i släktet Stiropius och familjen bracksteklar. Inga underarter finns listade i Catalogue of Life.